# Breton Sound
Der Breton Sound ist ein Sund im Golf von Mexiko vor der Südostküste des US-amerikanischen Bundesstaates Louisiana.
Das Meeresgebiet wird begrenzt im Norden von der Biloxi State Wildlife Management Area, im Westen und Südwesten vom Plaquemines Parish sowie dem Delta National Wildlife Refuge mit der Mündungslandschaft des Flussdeltas des Mississippi. Im Nordosten wird der Sund von den Chandeleur Islands mit den Breton Islands, welche zu dem Breton National Wildlife Refuge gehören und dem Chandeleur Sound begrenzt. 
Ende August 2005 überquerte der Hurrikan Katrina das Gebiet, bevor er bei Pearlington, Mississippi die Küste erreichte. Ende April 2010 gehörten die Breton Islands zum ersten Landgebiet, das von der durch den Untergang der Deepwater Horizon verursachten Ölpest erreicht wurde.